# 불의 세포의 음모
불의 세포의 음모(그리스어:Συνωμοσία των Πυρήνων της Φωτιάς, 영어:Conspiracy of Cells of Fire 혹은 Conspiracy of Fire Nuclei)는 그리스에 기반을 둔 급진적 아나키스트 조직이다. CCF는 2008년 1월 21일, 아테네와 테살로니키 지역에서 고급 승용차 대리점과 은행에 대한 11번의 연속적인 소이탄 공격으로 처음 모습을 드러내었다. 그리스와 다른 곳의 체포된 아나키스트들에 대한 연대를 표명하는 의미에서 월간 방화의 파도가 행해졌다. 2009년 시한 폭탄의 사용이 증대됨에 따라 그룹의 일원임이 의심되는 용의자가 4명 검거됐다. 2010년 11월에는 대사관과 EU 지도자 그리고 조직들에게 소포 폭탄을 운송하려는 시도한 용의자 2명이 검거됐다. 이 조직은 2011년 10월 13일, 미국 국무부에 의해 테러단체로 지정되었다.

## 역사
불의 세포의 음모(Conspiracy of Cells of Fire, CCF)는 체포된 아나키스트들에게 연대를 표명하는 의미에서 현지 시간으로 2008년 1월 21일 오전 1시경, 동시 다발적인 폭탄공격을 함으로서 그들의 존재를 알리기 시작했다. 2월 20일 오후 5시에는 전(前) 법무부 장관이었던 아나스타시오스 파파리구라스(Anastasios Papaligouras)의 아테네 법률 사무소에 방화장치를 폭파시켰다. 다음날 아티키의 여러 구역에서 은행과 보험회사 그리고 여러 차량을 대상으로 같은 유형의 공격이 벌어졌다. 3월 19에는 테살로니키에서 마을회관과 3대의 차량이 불타는등 비슷한 사건이 발생했다. 2008년 4월 8-9일 경에는 이탈리아 문화 연구소와, 자동차 정비소, 자동차 대리점을 대상으로 한밤중에 방화장치가 폭파 되었다. 12월 3일 오후 5시 50분경에는 프랑스 통신사의 아테네 사무실에 급조폭발물을 터트렸다.
2009년 이 그룹은 최소한 4건의 공격을 감행했다. 7월 7일, 전내무부 장관이자 해군 제독으로서 그리스 국방참모총장이었던 파나기오티스 시노포티스(Panagiotis Chinofotis)의 집 앞에서 폭발이 일어났다. CCF는 알렉산드로스 그리요로풀로스의 죽음에 그의 책임이 있다고 주장했다. 2008년 11월에 경찰에 의해 살해된 젊은 청년은 이후 그리스 폭동을 초래했다. 10월 30일 비슷한 장치가 유럽의회 보수 야당 정치인 마리에타 지아나코(Marietta Giannakou)의 집앞에서 폭파했지만, 인명피해는 없었다. 11월 14일에는 범그리스 사회주의 운동의 정치인 미미스 안드로라키스(Mimis Androulakis)의 집 앞에서 폭탄이 터졌다. CCF는 안드로라키스가 좌익의 배신자라고 비난 하면서 공격을 주장했다. 12월 28일에는 아테네 네오스 코스모스 지역에서 더욱 강력한 폭탄이 터졌다. 폭발은 에스니키 아스팔리스티키(Ethniki Asfalistiki) 보험 건물을 손상시켰다. 그룹은 제대로된 폭발물에 접근할 수 있는 그룹과의 새로운 동맹을 발표했다.
2010년 1월 9일에는 그리스 의회 빌딩 밖에서 폭탄이 터졌다. 3월 20일에는 파키스탄 공동체의 지도자의 집을 공격하여 커다란 피해를 초래한 극우정당인 황금새벽당의 사무실에 폭탄 공격을 벌였다. 그리고 아테네 페트로 랄리(Petrou Ralli)거리에 있는 경찰서 밖에 위치한 버스 정류장에 폭탄이 터졌는데, 이곳 파키스탄인 2명이 사망한것을 포함한 이민자에 대한 폭력에 연루된 장소였다.
11월 1일에는, 아테네에 있는 멕시코 대사관으로 보내지려던 소포가 택배회사 사무실에서 폭발했다. 네덜란드에 있는 유럽 사법 기구로 보내지려던 두번째 소포는 해체되었다. 이후 2명의 용의자가 체포 되었다. 둘은 가발을 쓰고 글록 9mm 권총으로 무장을 했고, 한명은 방탄 조끼를 착용하고 있었다. 그들은 또다른 두개의 폭발물 소포를 소지하고 있었고, 하나는 프랑스의 니콜라 사르코지 대통령에게, 다른 하나는 벨기에 대사관을 향한 주소가 기재되어 있었다.
다음날 스위스와 러시아 대사관 밖에서 폭탄이 터졌다. 유로폴과 불가리아, 칠레, 독일 대사관으로 보내진 의심스러운 소포가 회수되어 해체되었다. 실비오 베를루스코니에게로 보내어진 소포는 그리스 당국의 경고이후 조사되던 와중에 폭발했다. 독일의 앙겔라 메르켈 총리에게 보내진 소포는 사무실 밖에서 회수 되었다.
그리스 당국은 2010년 11월 3-4일 48시간 동안 국제 항공 우편을 중지 시켰고, 경찰은 공격과 관련하여 CCF의 멤버들을 수색중이라고 보도했다.
2010년 12월 30일 오토바이 폭탄에 의해 아테네 법원이 중대한 피해를 입었지만, 경찰이 경고 전화를 받은 뒤에 사람들을 대피시켰기 때문에 인명 피해는 없었다. 온라인에 발표된 성명서에는 “불의 세포의 음모”라고 서명이 되어 있었다.
2011년 5월에는 경찰과 CCF와 연계된 것으로 의심되는 이들과의 총격전이 발생했다. 용의자와 마찬가지로 두명의 경찰이 부상을 당했다. 용의자의 지문은 이전에 많은 CCF의 멤버들이 체포되었던 볼로스의 한 아파트에게 발견 되었다고 한다. 두번째 용의자가 총격전에 연루된 것으로 보고 되었지만 그가 체포되었는지의 여부는 불분명하다.
2013년에는 안티파 래퍼 파비우스 피사스(Pavlos Fissas)가 황금새벽당 당원에게 살해당하자, CCF의 멤버들이 이에 대한 보복으로 황금새벽당 당원 2명을 총으로 쏴서 살해한다.
2017년 3월, 독일 재무 장관 볼프강 쇼이블레(Wolfgang Schäuble)를 향한 소포 폭탄이 중도에 회수 되었다. 그들은 또한 파리 IMF 사무소에서 발생한 소포 폭발에 책임이 있을거란 혐의를 받고 있다. 5월 25일에는 그리스의 파파데모스 전 총리를 대상으로 한 폭탄 공격에 의하여 파파데모스 총리가 중상을 입게 되었다.

## 이데올로기
CCF는 2010년 5월 19일, athens.indymedia.org를 통하여 그들의 성명을 발표하며 자신의 사상을 개인주의적 아나키즘이라고 표현했는데 이 성명과 그들이 이후 표명하는 여러 성명서들의 내용은 전후의 대부분의 아나키스트들이 표명해온 그것과는 상당히 상반되는 내용이었다. CCF는 다른 아나키스트들처럼 공동체적 연대나 노동자 계급의 투쟁을 기반으로 하는 투쟁을 거부한다. 
| “ | 노동 계급은 그 무게에 의해 개인의 고유함과 특징이 파괴된 방대하고 강제적인 사회적 정체성이다...... 지금 당장에 압제당한 사람들과 우리를 연결시키는 것은 모두 우리가 살기 위해 필요한 경제적 조건이다. 그러나 우리가 빈곤층, 실업자, 노동자, 이민자들과 함께 소외 계층으로서 경험하게 하는 강압적인 경제 조건은 강제된 조건이며 의식적인 선택이 아니다. 의식적으로 사회의 가장자리를 택하고 물질적 특권을 거부하며 살아가기로 결정한 우리와 같은 이들은 제외하고는 대부분의 억압받는 자들은 착취의 세계를 파괴하길 원하지 않는다. 그들은 그들의 보스의 맨션과 같은 곳에서 살길 원하며, 그들의 옷을 입길 원하고, 그들의 관습을 모방하길 원한다. 그리고 이내 그들은 자신의 권위 아래 모든 자들을 억압하길 원할 것이다. 해방된 양심을 지니지 않은 채 권리를 추구하는 노예는 머지않아 그들 주인의 옷을 입고자 할 것이다. 억압받는 자들의 내면에 축적된 미시적 권위를 보아라. 이민자를 배척하는 토착민, 자신의 가족을 학대하는 이민자, 그들의 새로운 동료들을 하대하는 “숙련공들”... 그들은 자신보다 “약하다” 생각되는 이를 마주할 때마다 그들이 가진 미시적 권위를 표출할 것이다. 이것이 현대 프롤레타리아 계급이다. | ” |

CCF는 다른 좌파들이 말하는 대중이 모호한 개념이라고 비판한다. 그들은 대중에는 파시스트 부터, 황금새벽당 유권자, 준법시민, 밀고자, 스펙타클에 통합되어 버린 시민들까지 모두 포함되는 단어이며, 이들을 모두 대중이라는 모호한 개념으로 표현하면 이들이 사태에 관련된 책임을 지워버리는 것이라고 비판한다. 또한 CCF는 경제적 측면에서 사태를 해결하려고 하는 비전투적 아나키스트들을 가리켜 그들이 마땅히 행동에 나서야할 때 그러기를 거부했다고 비판 하면서 전(前)아나키스트, ‘붉은 아나키스트’ 라고 부르면서 비난한다. 
| “ | 수학의 합리성으로 삶을 해석하고자 하는 맑스주의자들과 그들의 “아나키스트” 증손자와는 달리 우리는 관계, 상황, 가치관, 도덕에 대한 일상의 영구적인 실존적 반란의 폭발 속에서 해방을 추구한다…… 경제는 무엇보다도 돈의 언어로 말하는 계층적 사회관계다. 돈은 축적된 힘의 상징이다. 그것은 토지, 시간, 존경, 관계, 사람들을 소유하는 이름이다. 아나키스트의 도전은 “더 나은 임금”, “낮은 세금”, 경제적 평등에 대한 요구에 갇힐 수 없다. 모두를 평등하고 균일하게 만든다고 해서 재산의 도덕성을 파괴할 수는 없다…... 사람이 돈을 없앨지라도, 권위는 사람을 복종케할 새로운 구슬과 거울을 찾아낼 것이다. 권위는 자본주의나 돈보다 오래되었다…… 권위는 사회적 관계다. 권위는 우리의 우정, 모임, 사랑, 일상생활에서도 태어난다. 우리는 그것을 우리의 관계에서 버려야 한다. 물론 우리가 탐구하는 것은 히피적 명상이 아니기 때문에 우리의 손가락이 탄창을 채우고 우리가 무기를 통해 말하고자 할 때, 우리가 오로지 실존과의 전투적인 무장 충돌을 통해 그것을 표현할 때만이 가능할 것이다...... 만일 우리가 조직화된 착취와 지루함의 세계를 파괴하길 원한다면, 우리는 계급을 뛰어넘는 것에 대하여 이야기를 해야 하지, "계급 투쟁"이라는 장막을 기치로 내걸어서는 안된다...... 지속적인 아나키스트의 반란으로서 모든 계급은 소멸될 것이다. 개인은 쁘띠 부르주아이건 프롤레타리아건 간에 그들의 계급으로부터 완전히 파열되어, 자유로운 방식으로 자신의 의식적인 자아를 발견할 것이다. 그러니 우리는 시스템에 의해 촉발된 분열의 결과인 계급을 거부한다. 모든 계급은 현존하는 윤리와 특징을 그 안에 품고 있다. 붉은 "아나키스트"의 사랑스러운 아이인 프롤레타리아는 그 안에 노동윤리, 애국주의의 사이비 자존심, 사소한 소유에 대한 숭배, 종교적 보수주의의 흔적을 품고 있다... 이것은 즉각적인 개량주의적 노동 투쟁에서 승리할 뿐, 총체적인 해방을 위해 필요한 그들의 근시안적 자아의 극복을 결코 이루어 내지 못하는 현실의 당혹감을 슬프게 표현할 뿐이다. | ” |

이러한 형태의 주장은 주인과 노예의 관계에서 주인은 노예를 만들지만, 반대로 노예 또한 주인을 만들어 낸다는 사고에서 비롯된다.
다만 CCF는 이와는 별개로 그리스 안팎의 전세계의 전투적 아나키스트들에게 지속적인 연대를 표명해 왔다.
CCF는 전투적인 행동으로 아나키스트의 적(국가, 자본주의, 반동세력)을 공격하면서, 대중이 그들의 강제적 정체성을 거부케 하는 투쟁으로 끌어들어야 한다고 주장한다. 이를 가리켜 다음과 같이 언급한다. "불의 세포의 음모로써, 우리의 생각은 간단하다. 반란적이고 만족하지 못하는 소수가 지속적인 공격이 벌어지는 곳에 있는 아나키스트 도시 게릴라에게 다가갈 수 있도록 우리는 사회적 투쟁을 통하여 다리를 만들길 원한다. " 그리고 다음과 같이 언급하기도 했다. "자유는 존재하지 않는다. 적어도 이 세계에는 없다. 이 세계에는 오직 자유를 향한 투쟁만이 있을 뿐이다. 그렇다면 자유로워지는 것이란 무엇을 의미하는가? 자유를 위한 이 투쟁에서 죽거나 죽이기를 두려워하지 않는 사람은 자유로운 것이다." 그들은 그것을 위해서는 새로운 무장조직이 필요하며, 그것을 통하여 세계를 공격하는 것이 21세기 아나키스트들의 사명이라고 주장한다. 그들은 자신들이 “붉은 아나키즘”이라고 부른 것과 대비하여 자신들의 사상을 “검은 아나키즘” 혹은 “아나코 니힐리즘”이라고 주장한다.
| “ | 해방은 우리가 자칭 해방자의 머리를 부수어 버릴 때만이 가능할 것이다. 우리는 대중 봉기의 객관적 조건을 거부한다. 권력에 대항하는 “혁명”의 전제조건으로 방대한 대중을 준비 하는 것은 오직 행동을 연기시킬 뿐이다. 우리는 우리가 위기의 시대에 살고 있음을 안다. 일부 전(前)아나키스트들은 정치적 현실주의의 용어를 사용한다고 생각하면서, 실용주의와 경제학의 측면에서 마르크스주의 수사학을 따르기로 결정했다. 그들은 아나키스트로서 설수 없었고, 그들은 곧 맑스주의자들 만큼이나 무능한 것으로 드러났다. 그들의 주장은 이미 정치적 야당이라는 관점에서 자신을 정의하는 개인과 정치 환경으로 변모하면서 쓸모없는 동맹에 대한 요구로 입을 얼버무리기 시작했다. 아나키는 더 이상 그들과 관계가 없다... 혼돈과 무질서, 위험한 삶, 행동의 니힐리즘, 끊임없는 아나키스트 반란의 불씨를 통해 우리는 아나키의 검음을 주장한다. 우리는 내일의 해방과 사회적 화합을 약속하는 모든 이상화된 혁명 이론의 원칙을 거부한다. 삶은 보장을 제공하지 않는다. 우리에게 주어진 시간은 지금이며 장소는 이곳이다...... 확실한 해답과 맑스주의의 확실성을 추구하는 사람은 곧 권력에 대한 보장과 적색의 신권을 추구하게 될것이다. 우리는 우리의 질문과 검은 깃발을 유지한다… 이것이 검은 아나키다. 그러나 우리가 이것이 무의미한 시적 잡담이나, 시스템의 대체 통합에 의한 파멸로 끝맺게 하지 않으려면, 우리는 새로운 아나키스트 도시 게릴라가 필요하다. 무장되지 않은 아나키스트적 개인주의와 니힐리즘은 아나코 니힐리즘을 반사회적인 라이프스타일의 서브컬쳐와 혼동하는 무해한 개인의 무해한 말로서 끝맺게 될것이다. 아나코 니힐리즘은 프로파간다의 말을 총격과 화염 다이너마이트와 결합한다. 이것의 역동성은 의식과 경험이 결코 끝나지 않을 춤을 추며 만나는 행동의 모루에서 주조된다…… 그러므로 아나키스트 도시 게릴라는 추상적인 이론으로부터 우리의 욕망을 무장시키고 우리의 현실을 폭파 시킴으로써 아나키를 실천할 수 있는 가능성을 가지고 있다. 불의 세포의 음모와 FAI는 이러한 우리의 욕망을 반영한 것이다. 우리는 실천적인 이론과 공격을 확산시키기 위한 목적으로 비공식적인 세포 네트워크와 아나키스트 어피니티 그룹의 창설을 장려한다. 우리는 우리 자신의 거미줄을 짜는 중이다… 우리는 조직화된 착취와 지루함의 전초기지를 향한 공격을 조직한다. 우리는 은행, 경찰서, 법원, 교도소, 정부 부처, 당 사무소 기업 제국등 이 세상의 가치를 수호하고 그것을 재현 하는 모든 것들을 공격한다. 그러나 물론 우리는 새로운 아나키스트 도시 게릴라의 목표가 단지 무언가를 폭파하거나 당국의 경찰을 처형하는 것만이 아니라 동시에 그들 사이의 내부에 권력의 독을 품은 사회적 관계의 파괴라는 점을 잊지 않는다. 따라서 총알과 폭탄을 통한 FAI와 CCF의 조직의 보급과 병행하여, 우리의 말로서 모든 일상의 사회적 관례와 권위의 힘의 절반을 차지하는 자발적 복종의 사고를 파괴하길 원한다. 우리는 불평하지 않고 채찍질을 당하는 사람들 만큼이나 그 채찍을 든 손을 증오한다… 날 따르지 마… 난 널 이끌지 않을 거야… 나보다 앞서 가지 마… 난 널 따르지 않을거야… 너 자신의 길을 만들어… 너 자신이 되어라… 우리는 10, 100, 1000개의 비공식 아나키스트 연맹과 불의 세포의 음모의 세포를 조직한다. ATTACK FIRST AND ALWAYS FOR ANARCHY | ” |
|   | — Conspiracy of Cells of Fire – FAI/IRF Imprisoned Members Cell, Communization: The senile decay of anarchy |   |

덜 니힐리스트적이고, 덜 반사회적인 관점에서 다음과 같이 언급하기도 했다.
| “ | 우리는 아나키스트 도시 게릴라의 개념이 우리가 무장 공격에 종사하는 동안만 가정되는 분리된 정체성이라고 생각하지 않는다. 오히려 우리는 이것이 총체적인 해방의 맥락에서 각 개인의 사적인 것과 공적인 삶을 어우러지게 하는 것이라고 생각한다. 우리는 진압 경찰의 밴에 화염병을 던지고 수용을 행하거나 폭탄을 설치할 때만이 아나키스트인 것은 아니다. 우리는 친구와 이야기하고, 동지들을 돌보거나, 혹은 재미있게 놀거나, 사랑에 빠질 때에도 아나키스트이다. 우리는 혁명이라는 의무를 짊어진 채 입대한 군인이 아니다. 우리는 행동을 취하기 위한 전제 조건으로서 삶과 반란 사이의 관계를 바라보는 기쁨의 게릴라이다…... 우리는 은행을 터는 게 새로운 게릴라전에 참여하는 전제조건이라고 생각하지 않는다. 혁명은 하나일지라도, 혁명적인 행동을 취하는 것에는 수천 가지 방법이 있다. 어떤 동지는 소비주의(슈퍼마켓, 쇼핑몰 등)의 사원에서 집단적 수용을 행함으로써 그들이 "도둑질 당해온 것" 을 개별적으로 회수하고 그들이 물질적 필요를 충족 시킬 수 있을 것이다. 그렇게 함으로서 그들은 높으신 분들의 명령에 복종하거나 그들의 보스에게 "좋은 아침입니다"라며 인사를 건네야 하는 굴욕을 피할 수 있을 것이다. 다른 쪽에서는 그들의 양심을 날카로운 면도날처럼 보존한 채 풀뿌리 노조에 참여해서, 그들의 존엄함을 희생 시켜서 그들 보스의 배를 불리는 모든 종류의 일을 폐지하기 위한 전쟁을 준비해 나갈 수도 있다. 우리는 자발적으로 지하로 “사라지는 것”에서도 같은 것을 느낀다. 일리걸리즘에 대한 페티시는 우리에게 영감을 주지 않는다. 우리는 모든 사람들이 그들의 필요와 욕망에 따라 행동하기를 원한다. 각 선택은 당연히 자체적인 장단점을 지니고 있다. 그룹이 자발적으로 지하로 들어가기를(가족과 친구 그리고 위조 서류 등의 환경으로부터의 사라짐) 택한다면, 그것은 분명히 적들의 시야에서 그들을 보호하는 방패가 되어줄 것이다. 하지만 동시에, 그들은 넓은 급진적 환경과의 사회적 연결고리가 끊어질 것이고, 어떤 시점에서 그들은 상호 작용의 감각을 상실할 것이다. 물론 지하로 가야 하는 객관적인 이유가(체포 영장, 현상수배) 있을 때에는 이런 점이 적용되지 않을 것이고, 이경우 은밀함은 법의 표적이 된 사람들의 피난처가 되어줄 것이다. 이것은 게릴라 그룹뿐만이 아니라 폭넓은 반권위주의 환경에서도 수배 당하는 우리의 동지를 보호해줄 수 있는 지원 인프라에 대한 유사한 필요성을 창출한다...... 만일 게릴라 그룹의 동지들이 정기적으로 지상과 상호작용(운동에 대한 회의와 진행에 참여하며 토론을 하고, 공통된 관심사를 다루는 다른 사람들과 함께 프로젝트를 만드는 등) 한다면 게릴라 그룹의 밀폐된 환경은 열린 귀와 커다란 입으로부터 분명히 보호 되어야 한다. | ” |
|   | — CCF, The Sun Still Rises |   |

## 같이 보기
- 렌조 노바토레